# Adolf Böhm (Radsportler)

Adolf Böhm

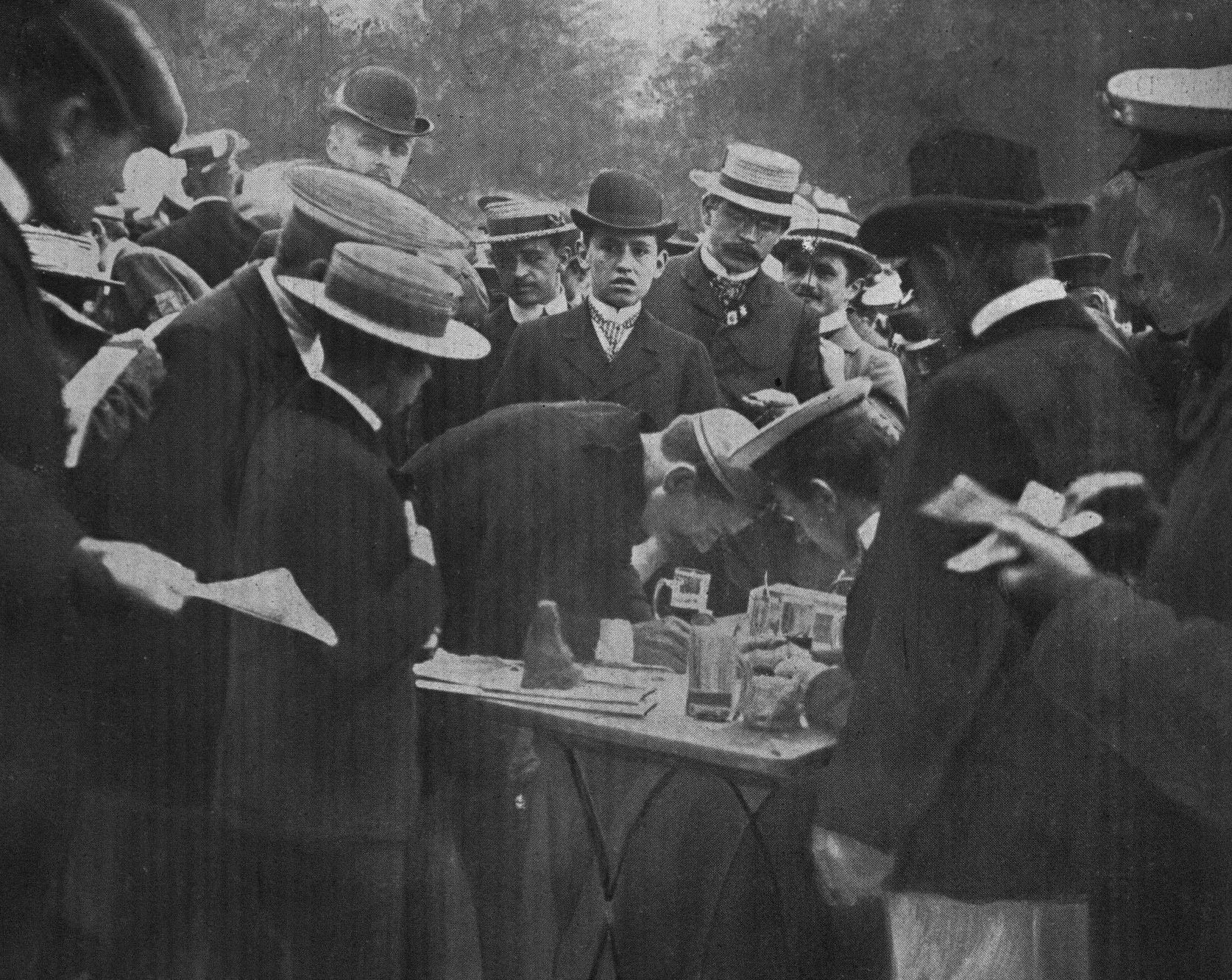
Böhm trägt sich ein für Rund um Berlin 1905

Adolf Böhm (* 1. April 1871 in Obernigk; † 7. Dezember 1950 in Falkensee) war ein deutscher Radrennfahrer.
Adolf Böhm erlernte das Fahrradfahren erst 1901, im Alter von 30 Jahren. Er startete für den Charlottenburger Radsportverein. Zweimal, 1905 und 1908, gewann er das Straßenrennen Rund um Berlin. 1906 startete er in zwei Disziplinen bei den Olympischen Zwischenspielen 1906 in Athen. Im Straßenrennen belegte er Platz fünf und im 20-Kilometer-Rennen auf der Bahn in Velodrom Neo Faliro gab er auf. Das Straßenrennen führte über die Strecke von Athen nach Marathon und zurück und war demgemäß 84 Kilometer lang. 1906 trat er zum Verein RV Sport 1888 Berlin über. Mit seiner Vereinsmannschaft gewann er den ersten Titel des Deutschen Radfahrer-Bundes im Mannschaftszeitfahren. 1907 gewann er den Titel erneut. 1907 siegte er bei Rund um Wien. Böhm starb mittellos im Altenheim von Falkensee.